# جون فلامستيد
جون فلامستيد (بالإنجليزية: John Flamsteed)‏ فلكي إنكليزي (مواليد 19 أغسطس 1646 وتوفي في 31 ديسمبر 1719) وأول فلكي ملكي وقام بتصنيف أكثر من 3000 نجم.

## حياته
ولد جون فلامستيد في ديربي شاير في إنكلترا والده ستيفين فلامستيد وزوجته هي ماري سبادمان.
درس جون فلامستيد في تلقى تعليمه في مدرسة ديربي شاير في باحة كنيسة القديس بطرس قريب من مكان عمل أبيه حيث كان يعمل والده على صناعة الخمر في ذلك الوقت، كان فلامستيد يجيد اللغة اللاتينية الضرورية لقراءة الأدب وكان مولعاً بالتاريخ وترك مدرسته ليدرس التاريخ
في أيَّار من العام 1662, تقدم إلى جامعة جيسوس في كامبريدج، التي نصحه بها القائم على مدرسة ديربي شاير لكنه أصيب بمرض بعض السنوات ولم يتمكن من الدراسة
و تعلم من والده الحساب والكسور وفي تلك السنوات ازداد اهتمامه بالرياضيات وعلوم الفلك والفضاء، في تموز من العام 1662 كان يهتم بأعمال الأدباء من القرن الثالث عشر
خصوصاً جون دي سكرابُسكو ودي سفيرا موندي، وفي 12 أيلول من العام 1662 رأى فلامستيد كسوف شمسي لأول مرة.
و في بداية العام 1663 قرأ فلامستيد كتاب يتحدث عن الساعات الشمسية للكاتب توامس فل ومنذ ذلك الوقت أصبح فلامستيد يهتم بأمر الساعات الشمسية، وفي ذلك الوقت قرأ عدد من الكتب المشابهة والتي تهتم بعلم الفلك وفي ذلك الوقت قرر أن يكون أحد الأشخاص المهتمين بعلم الفلك وذلك بعد اعجابه بشخصيات محلية عديدة من أبرزهم ويليام ليتشفورد وأُعجِبَ أيضاً بـ جرميا هوروكس،
في آب من العام 1665 كتب أوَّل ورقة في علم الفلك وكانت هدية لصديقه ليتشفورد وكانت بعنوان «مقالات رياضية».
في أيلول من العام 1670 زار فلامستيد كامبريدج ودخل على أنه طالب جامعي في جامعة جيسوس، وظلَّ حتى عام 1674 علماً أنه لم يستقر هناك مع عائلة لكَّن الفرصة أتاحت له أن يستمع إلى محاضرات العالم إسحاق نيوتن.
و عندما كان ينوي العودة إلى ديربي شاير جائته دعوة إلى لندن وعُيِّنَ أول فلكي ملكي في الرابع من آذار عام 1675 مع بدل 100 جنيه استرليني كُلَّ عام وفي حزيران من العام 1675 صدر قرار ملكي لبناء مرصد فلكي في غرينتش، وفي شباط عام 1676 وضع فلامستيد أول حجر بناء في ذلك المرصد، وعُيِّنَ زميل في الجمعية الملكية وفي تموز 1676 انتقل للعيش في مرصده وظلَّ يعيش هناك حتى عام 1684 عندما عُيِّن راهب في كنيسة برستو وشَغِلَ ذلك المنصب حتى وفاته إضافة إلى أنه فلكي ملكي، وحين توفي عام 1684 دُفِنَ في كنيسة برستو وسُميَّت النافذة الشَّرقية باسمه تكريماً له.

## أعماله العلمية
حَسَبَ فلامستيد بِدِقَّة زَمَنَ كسوف الشَّمس في عاميّ 1666 و1668 , في تشرين الثاني وكانون الأول من عام 1680 رصد فلامستيد مرور مذنبين ولم يكونا منقطعين ولكنه اقترحَ أنهما مذنب واحد يسافرنحو الشَّمس ومن ثم بعيداً عن ذلك، وقَضَى فلامستيد أربعين عام في مراقبة النجوم وذلك ليُكَوِّن قائمة بـثلاثة آلاف نجم، وبعض التسميات التي وضعها فلامستيد لا تزال مستخدمة حتى يومنا هذا نجم.
قام بحسابات دقيقة لكسوف سنة 1666 و1668 كما كان أول من رصد أورانوس سنة 1690 لكنه أخطأ في تقديره واعتبره نجم. كما صنف نجم في كوكبة ذات الكرسي والذي لم يستطع بعد ذلك أي فلكي من رصده وبقي أمر هذا النجم حتى 300 عام عندما أقترح الفلكي الأمريكي ويليام آشورث بأن هذا النجم كان عبارة عن مستعر أعظم وقد أطلق عليه اسم ذات الكرسي A وبإجراء الحسابات عن طريق الأمواج اللا سلكية يعتقد أن رصد جون فلامستيد كان خاطئ في تحديد موقع النجم.
امضى فلامستيد أكثر من 40 سنة في رصد وعمل سجلات دقيقة لتصنيفات النجوم

## روابط خارجية
- جون فلامستيد على موقع الموسوعة البريطانية (الإنجليزية)
- جون فلامستيد على موقع إن إن دي بي (الإنجليزية)